# Bert Blyleven
Bert Blyleven, nato Rik Aalbert Blijleven (Zeist, 6 aprile 1951), è un ex giocatore di baseball olandese di ruolo lanciatore nella Major League Baseball (MLB). È stato introdotto nella National Baseball Hall of Fame nel 2011.

## Biografia
Blyleven è nato nei Paesi Bassi, ma si trasferì con la famiglia all'età di 2 anni in Nord America prima a Melville in Canada e poi a 5 anni negli Stati Uniti, nel sud della California. È cresciuto e si è diplomato alla Santiago High School di Garden Grove.

## Carriera

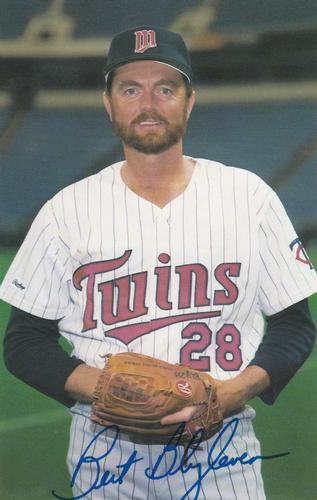
Blyleven con i Twins nel 1987

Blyleven iniziò la carriera professionistica quando venne selezionato dai Minnesota Twins nel 3 turno del draft MLB 1969. Debuttò nella MLB il 5 giugno 1970, al Robert F. Kennedy Memorial Stadium di Washington contro i Washington Senators. Nel 1976 fu scambiato coi Texas Rangers, con cui l'anno successivo ebbe un no-hitter nella gara contro i California Angels. Il suo 2.74 di ERA con i Rangers rimane il migliore della storia della franchigia. L'8 dicembre 1977 fu scambiato coi Pittsburgh Pirates con cui vinse le sue prime World Series nel 1979. Tuttavia, Blyleven non era felice coi Pirates e minacciò di ritirarsi nel 1980 se non fosse stato ceduto. Nel 1981 passò così Cleveland Indians e nel 1985 guidò la American League in shutout. Quell'anno lanciò per 293 inning e ⅔, completando 24 partite, un'impresa mai più ripetuta. Nel corso della stagione 1985 tornò ai Twins con cui conquistò le seconde World Series, nel 1987. A fine stagione 1988 venne scambiato con i California Angels. Perse l'intera stagione 1991 per un infortunio alla cuffia dei rotatori che richiese un intervento chirurgico. Chiuse la carriera il 4 ottobre 1992 giocando la sua ultima partita nella Major League Baseball con gli Angels. Nel 1993 annunciò ufficialmente il ritiro.

## Nazionale
A partire dal 2009 è l'allenatore dei lanciatori della Nazionale di baseball dei Paesi Bassi.

## Palmarès

### Club
- World Series: 2

Pittsburgh Pirates: 1979
Minnesota Twins: 1987

### Individuale
- MLB All-Star: 2

1973, 1985
- Leader dell'American League in Strikeout: 1

1986
- Lanciatore della settimana dell'AL: 3

(27 giugno 1976, 18 agosto 1985, 16 aprile 1989)
- Numero 28 ritirato dai Minnesota Twins